# Società Sportiva Folgore Falciano Calcio
 (août 2018).
Si vous disposez d'ouvrages ou d'articles de référence ou si vous connaissez des sites web de qualité traitant du thème abordé ici, merci de compléter l'article en donnant les références utiles à sa vérifiabilité et en les liant à la section « Notes et références ».
Maillots
Actualités
Le SS Folgore/Falciano est un club de football saint-marinais.

## Histoire
Le SS Folgore/Falciano est fondé en 1972. Au cours du premier championnat national organisé en 1986, le club finit 10e sur 16 équipes, alors que seuls les 9 premiers sont amenés à jouer en Serie A1. En 1986/87 il remonte, et finit dès son retour à la seconde place du championnat. Entre 1988 et 1991, le club se stabilise en milieu de classement, terminant sixième à deux reprises puis quatrième. La saison 1991/92 voit la seconde relégation en Serie A2 du club. La saison suivante est celle de la remontée, mais également celle d'une belle qualification en demi-finale des play-offs.
Mais le club reste irrégulier. La saison suivante il redescend en Serie A2, malgré un très bon parcours en Coupe (où il s'incline en finale face à Tre Penne). Il remonte immédiatement en atteignant les demi-finales de la Coupe cette saison-là. À partir de 1996, le parcours devient brillant : il remporte le titre de champion en 1997, en 1998 et en 2000, et est finaliste en 1999 et en 2001. Ils remportent également deux Trofeo federale (1997 et 2000), et atteignent une fois la finale de la Coupe en 2000. Le club folgoran fut également le premier de l'histoire des clubs saint-marinais à disputer un match de Coupe UEFA.
À partir de ce moment-là, le club ne parvient plus à se qualifier en play-offs.  De 2001 à 2003 en faisant un parcours moyen, puis en 2003/04 en finissant avant-dernier club au niveau national juste devant le SP Cosmos, c'est-à-dire le club contre lequel ils avaient échoué en finale nationale trois ans auparavant ! En 2004 le club commence à se ressaisir. En 2005, avec le retour de Simone Bianchi et d'Andrea Ottaviani, les arrivées des jeunes Marco Felici et Daniele Reggini, et des vétérans Marco Gaspari et Massimiliano Gianni, le club s'est stabilisé comme un club moyen au niveau national en réussissant à obtenir un ratio victoires / défaites positif pour la première fois depuis 2001, malgré le départ du duo d'attaque Matteo Pratelli - Matteo Casadei. 
En 2006/2007, le club nourrissait certaines ambitions : seuls Nicola Moretti et Marco Gaspari ont quitté le club, alors que dans le même temps sont arrivés Cristian Negri et Matteo Casadei (Attaquants internationaux Espoirs), Cristian La Rotella, Filippo Tardini, Robert Ottaviani, Diego Fabbri et Nicola Cannini.
Au mercato, Andrea Ottaviani a quitté le club, mais Tombari et Brici sont venus renforcer l'équipe. Le club échoue cependant de peu à la première place non-qualificative pour les play-offs.

## Bilan sportif

### Palmarès
- Championnat de Saint-Marin
  - Champion : 1997, 1998, 2000, 2015, 2021
  - Vice-champion : 1999, 2001, 2014, 2018, 2020

- Coupe de Saint-Marin
  - Vainqueur : 2015
  - Finaliste : 1994, 2000, 2000, 2019, 2022

- Supercoupe de Saint-Marin
  - Vainqueur : 1997, 2000, 2015

### Bilan par saison
- 1994-95, 2e de Série A2, remonte en Serie A1
- 1995-96, 5e de Série A1
- 1996-97, 1er du Groupe A, Champion
- 1997-98, 2e du Groupe A, Champion
- 1998-99, 1er du Groupe A, Vice-champion
- 1999-00, 1er du Groupe A, Champion
- 2000-01, 3e du Groupe B, Vice-champion
- 2001-02, 5e du Groupe A
- 2002-03, 5e du groupe B
- 2003-04, 8e du groupe A
- 2004-05, 6e du Groupe B
- 2005-06, 4e du Groupe A

### Bilan européen
Note : dans les résultats ci-dessous, le score du club est toujours donné en premier
| Saison    | Compétition             | Tour              | Club                | Domicile | Extérieur | Total  |
| --------- | ----------------------- | ----------------- | ------------------- | -------- | --------- | ------ |
| 2000-2001 | Coupe UEFA              | Tour préliminaire | FC Bâle             | 1 - 5    | 0 - 7     | 1 - 12 |
| 2014-2015 | Ligue Europa            | Premier tour Q    | Budućnost Podgorica | 1 - 2    | 0 - 3     | 1 - 5  |
| 2015-2016 | Ligue des champions     | Premier tour Q    | Pyunik Erevan       | 1 - 2    | 1 - 2     | 1 - 4  |
| 2016-2017 | Ligue Europa            | Premier tour Q    | AEK Larnaca         | 1 - 3    | 0 - 3     | 1 - 6  |
| 2017-2018 | Ligue Europa            | Premier tour Q    | Valletta FC         | 0 - 1    | 0 - 2     | 0 - 3  |
| 2018-2019 | Ligue Europa            | Tour préliminaire | UE Engordany        | 1 - 1    | 1 - 2     | 2 - 3  |
| 2021-2022 | Ligue des champions     | Tour préliminaire | FC Pristina         | 0 - 2    | 0 - 2     | 0 - 2  |
| 2021-2022 | Ligue Europa Conférence | Deuxième tour Q   | Hibernians FC       | 1 - 3    | 2 - 4     | 3 - 7  |

Légende
- Victoire ou qualification pour le tour suivant
- Match nul
- Défaite ou élimination de la compétition

## Anciens joueurs
- Matteo Casadei ( Saint-Marin)
- Alessandro Della Torre ( Italie)
- Matteo Pratelli ( Italie)
- Leonardo Rossi ( Saint-Marin)
- Ferdinando Gasperoni ( Saint-Marin)
- Matteo Mazza ( Saint-Marin)
- Federico Pelliccioni ( Saint-Marin)
- Fabrizio Pelliccioni ( Saint-Marin)
- Alessandro Zanotti ( Saint-Marin)
- Andrea Bartoli ( Saint-Marin)
- Federico Gasperoni ( Saint-Marin)
- Daniele Reggini ( Saint-Marin)
- Andrea Ottaviani ( Saint-Marin)
- Nicola Moretti ( Saint-Marin)
- Marco Gaspari ( Saint-Marin)
- Daniele Zattoni ( Saint-Marin)

## Entraineurs
Liste des entraineurs depuis 2013